# Poirieria pazi
Poirieria pazi är en snäckart som först beskrevs av Joseph Charles Hippolyte Crosse 1869.  Poirieria pazi ingår i släktet Poirieria och familjen purpursnäckor. Inga underarter finns listade i Catalogue of Life.